# Heddalsvatnet
Heddalsvatnet, est un  lac de Norvège avec une superficie de plus de 13 km2. Il se situe dans les municipalités de Notodden et Midt-Telemark dans le comté de Vestfold og Telemark. Il se trouve à environ 16 mètres d'altitude.

## Description
Le lac fait partie du Skien watershed (en) (bassin versant de Skien) le troisième plus grand de Norvège et de la partie naturelle du Norsjø–Skienkanalen, le canal le plus ancien et le plus bas formant le canal du Telemark qui le relie à la mer.
Le canal a ouvert en 1861 et a finalement fait de Notodden, situé à l'extrémité nord du lac, le plus grand port intérieur du pays. Au XIXe siècle, des navires océaniques ont été construits au lac Heddalsvatnet.

## Histoire

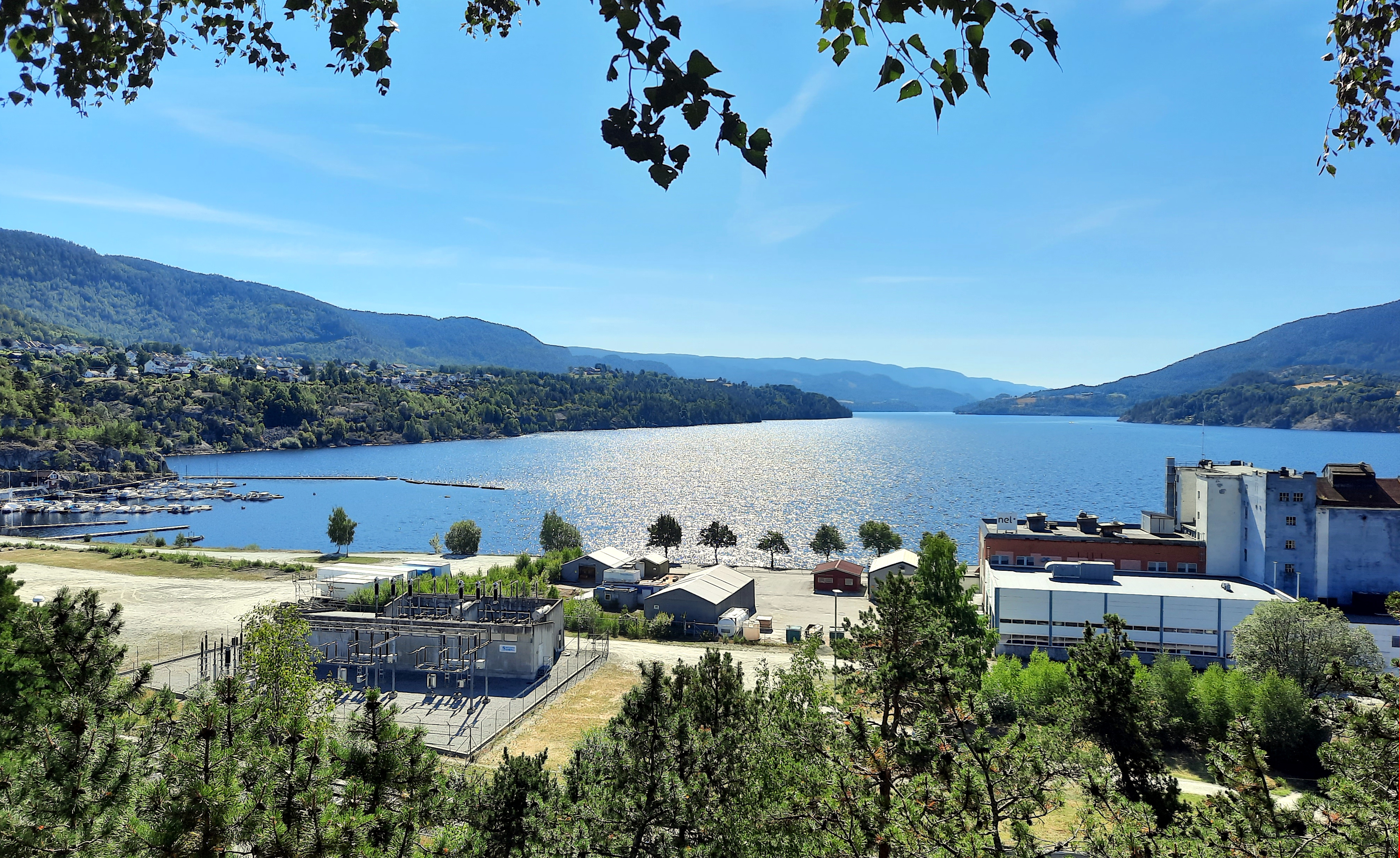
Autre vue du lac

Après la période glaciaire, l'océan était d'environ 150 mètres plus haut dans cette zone. L'océan s'étendait comme un fjord, passait Heddalsvatnet jusqu'à Hjartdal. Les premiers humains du centre du Telemark ont vraisemblablement voyagé en bateau profondément à l'intérieur des terres le long des fjords qui ont maintenant disparu.
Le rebond post-glaciaire a finalement séparé Heddalsvatnet de l'océan et l'a transformé en un lac d'eau douce. L'eau du lac est progressivement devenue de l'eau douce vers l'âge du bronze , selon l'archéologue Pål Nymoen.
À l'époque néolithique, Heddalsvatnet était encore un fjord d'eau salée relié à l'océan et séparé de l'océan vers 1500 avant J-C.

## Aire protégée
- Réserve naturelle de Semsøyene, créée en 1978 au nord du lac, face à Notodden[3].